# الحنكة (البيضاء)

تعديل مصدري - تعديل

الحنكة هي إحدى قرى عزلة الشرف بمديرية البيضاء التابعة لمحافظة البيضاء، بلغ تعداد سكانها 297 نسمة حسب تعداد اليمن لعام 2004.